# Albane Valenzuela
Albane Valenzuela (nascida em 1997) é uma golfista amadora suíça.
É natural da Cidade do México. Naturalizou-se suíça quando tinha 14 anos.
Valenzuela irá representar a Suíça no jogo por tacadas individual feminino do golfe nos Jogos Olímpicos de Verão de 2016, no Rio de Janeiro, Brasil.